# Cathédrale des Saints-Traducteurs de Marseille
La cathédrale des Saints-Traducteurs de Marseille, dénommée également église Saint-Sahak et Saint-Mesrob en référence à Sahak le Parthe et à Mesrop Machtots, est un édifice religieux de l'Église apostolique arménienne située dans le 8e arrondissement de Marseille.

## Histoire
La première pierre de l'édifice est bénite le 22 février 1928 par Monseigneur Krikor Balakian. Trois ans après, le 25 octobre 1931, la cathédrale est consacrée (également par Krikor Balakian). L'architecte de la cathédrale est Aram Tahtadjian qui a pris exemple sur la structure de la cathédrale Sainte-Etchmiadzin.
Le financement de l'opération a été largement assurée par l'homme d'affaires bruxellois Vahan Khorassandjan.
De 1986 à 2000, Garabed Sayabalian est secrétaire général du conseil de la cathédrale. Le 2 octobre 2018, la cathédrale se recueille pour le décès de Charles Aznavour.

## Description
Outre le travail architectural d'Aram Tahtadjian, on peut citer les sculptures des bas-reliefs réalisées par Pierre Verguert ou encore les peintures du tympan, du transept et du chœur réalisées par le peintre belge Jos de Smett.
Un buste à l'effigie de Vahan Khorassandjan se trouve d'ailleurs dans le jardin de la cathédrale. On y trouve aussi un buste de Krikor Balakian et depuis 1973, un mémorial du génocide arménien est inauguré dans le jardin de l'édifice,.